# Csongdzsu
Csongdzsu (hangul: 정주시, Csongdzsu-si, handzsa: 定州市, RR: Chŏngju-si, ’kijelölt sziget’) város Észak-Koreában, Észak-Phjongan (P'yŏngan) tartományban.
1231-ben jött létre Csongvon-dehobu (정원대호부; 定遠大戶部, Chŏngwŏn-daehobu) néven, később a Csongdzsu-mok (Chŏngju-mok) nevet kapta. 1895-ben megyei rangra emelték, 1914-ben azonban visszafokozták mjon (myŏn) (falu) rangra. 1939-ben községi (up (ŭp)) rangot kapott. 1952-ben ismét megye, 1994-ben pedig város lett.

## Földrajza
Nyugatról Kvakszan (Kwaksan) megye, északról Kuszong (Kusŏng) városa, északkeletről Thecshon (T'aech'ŏn), keletről Undzson (Unjŏn), délről pedig a Sárga-tenger határolja.
Legmagasabb pontja az 567 méter magas Simvonszan (심원산; 深源山, Simwŏnsan).

## Közigazgatása
14 tongból és 18 faluból (ri) áll:
| - Kohjon-tong (고현동; 高峴洞, Kohyŏn-tong) - Namcshol-tong (남철동; 南鐵洞, Namch'ŏl-tong) - Talcshon-tong (달천동; 㺚川洞, Talch'ŏn-tong) - Rjongpho-tong (룡포동; 龍浦洞, Ryongp'o-tong) - Pukcsang-tong (북장동; 北將洞, Pukchang-tong) - Szamma-tong (삼마동; 三馬洞, Samma-tong) - Szangdan-tong (상단동; 上端洞, Sangdan-tong) - Szodzsu-tong (서주동; 西州洞, Sŏju-tong) - Szongnam-tong (성남동; 城南洞, Sŏngnam-tong) - Sincshon-tong (신천동; 新川洞, Sinch'ŏn-tong) - Edo-tong (애도동; 艾島洞, Aedo-tong) - Jokcson-tong (역전동; 驛前洞, Yŏkchŏn-tong) - Orjong-tong (오룡동; 五龍洞, Oryong-tong) - Oszan-tong (오산동; 五山洞, Osan-tong) | - Namjang-ri (남양리; 南陽里, Namyang-ri) - Namho-ri (남호리; 南湖里, Namho-ri) - Teszan-ri (대산리; 大山里, Taesan-ri) - Teszong-ri (대송리; 大松里, Taesong-ri) - Tokcsang-ri (독장리; 獨將里, Tokchang-ri) - Poszan-ri (보산리; 寶山里, Posan-ri) - Szoho-ri (서호리; 西湖里, Sŏho-ri) - Szokszan-ri (석산리; 石山里, Sŏksan-ri) - Szema-ri (세마리; 細馬里, Sema-ri) - Sinbong-ri (신봉리; 新峯里, Sinbong-ri) - Sinan-ri (신안리; 新安里, Sinan-ri) - Amdu-ri (암두리; 岩頭里, Amdu-ri) - Oszong-ri (오성리; 五星里, Osŏng-ri) - Vonbong-ri (원봉리; 圓峯里, Wŏnbong-ri) - Vorjang-ri (월양리; 月陽里, Wŏryang-ri) - Ilhe-ri (일해리; 逸海里, Ilhae-ri) - Cshimhjang-ri (침향리; 沈香里, Ch'imhyang-ri) - Hungnok-ri (흑록리; 黑麓里, Hŭkrok-ri) |

## Gazdaság
Csongdzsu (Chŏngju) gazdasága főként bányászatra, gépiparra és élelmiszeriparra épül. Területének 40%-a alkalmas földművelésre, főként ázsiai rizst és kukoricát termesztenek.

## Oktatás
Csongdzsu (Chŏngju) két főiskolának, illetve számos más oktatási intézménynek, köztük általános iskoláknak és középiskoláknak ad otthont.

## Egészségügy
A város saját szülészettel és kórházzal rendelkezik.

## Közlekedés
A város a Phjongbuk (P'yŏngbuk) és Phjongi (P'yŏngŭi) vasútvonalak része, emellett közutakon Phenjan (P'yŏngyang) és Sinidzsu (Sinŭiju) felől megközelíthető.